# Diacrisia purpurata
Écaille pourprée, Écaille mouchetée
Espèce
L'Écaille pourprée ou Écaille mouchetée (Diacrisia purpurata) est une espèce paléarctique de lépidoptères (papillons) de la famille des Erebidae et de la sous-famille des Arctiinae.

## Distribution
L'espèce est répandue en Eurasie. Elle est présente dans une grande partie de la France métropolitaine, mais est en régression dans le Nord et l'Ouest du pays.

## Systématique
L'espèce actuellement appelée Diacrisia purpurata a été décrite en 1758 par le naturaliste suédois Carl von Linné, sous le nom initial de Phalaena purpurata,. Par la suite, elle a longtemps été connue sous le nom de Rhyparia purpurata.
On distingue deux sous-espèces :
- Phalaena purpurata purpurata (Linnaeus, 1758) — de l'Europe à la Mongolie.
- Rhyparia purpurata gerda (Warnecke, 1918) — en Extrême-Orient.

## Biologie
Polyphages, les chenilles se nourrissent notamment sur Salix repens, Salix phylicifolia, Sorbus aucuparia, Trifolium repens, Vaccinium myrtillus, Plantago major, Galium verum, Achillea millefolium, Artemisia campestris et Hieracium umbellatum.